# Parachernes darwiniensis maculosus
Parachernes darwiniensis maculosus es una subespecie de arácnido del orden Pseudoscorpionida de la familia Chernetidae.

## Distribución geográfica
Se encuentra en las islas Galápagos.